# Национальный музей Коломбо
Национальный музей Коломбо — музей в Коломбо, крупнейшем городе Шри-Ланки. Один из наиболее крупных музеев страны. Управляется государственным Департаментом национальных музеев Шри-Ланки (Department of National Museums Sri Lanka). Основан в 1877 году, первым из девяти национальных музеев. Основатель — Уильям Генри Грегори, назначенный британским губернатором Цейлона в 1872 году. Важную роль в создании музея сыграл цейлонский филиал Королевского азиатского общества (Королевское азиатское общество Шри-Ланки). Архитектором выступил Смитер, сотрудник департамента общественных работ. Здание в итальянском стиле было построено в 1876 году, музей открыт в 1877 году. Статус национального музей получил при директоре докторе П. Дераниягале, палеонтологе и зоологе. Он открыл филиалы музея в Канди, Ратнапуре и Джафне. В 1942 году создан Департамент национальных музеев. В настоящее время музей имеет 9 филиалов. Музей обладает богатой экспозицией, известен коллекциями произведений искусства и предметов быта страны. Ведёт самостоятельную издательскую деятельность.